# Sint-Franciscuskerk (Oostende)

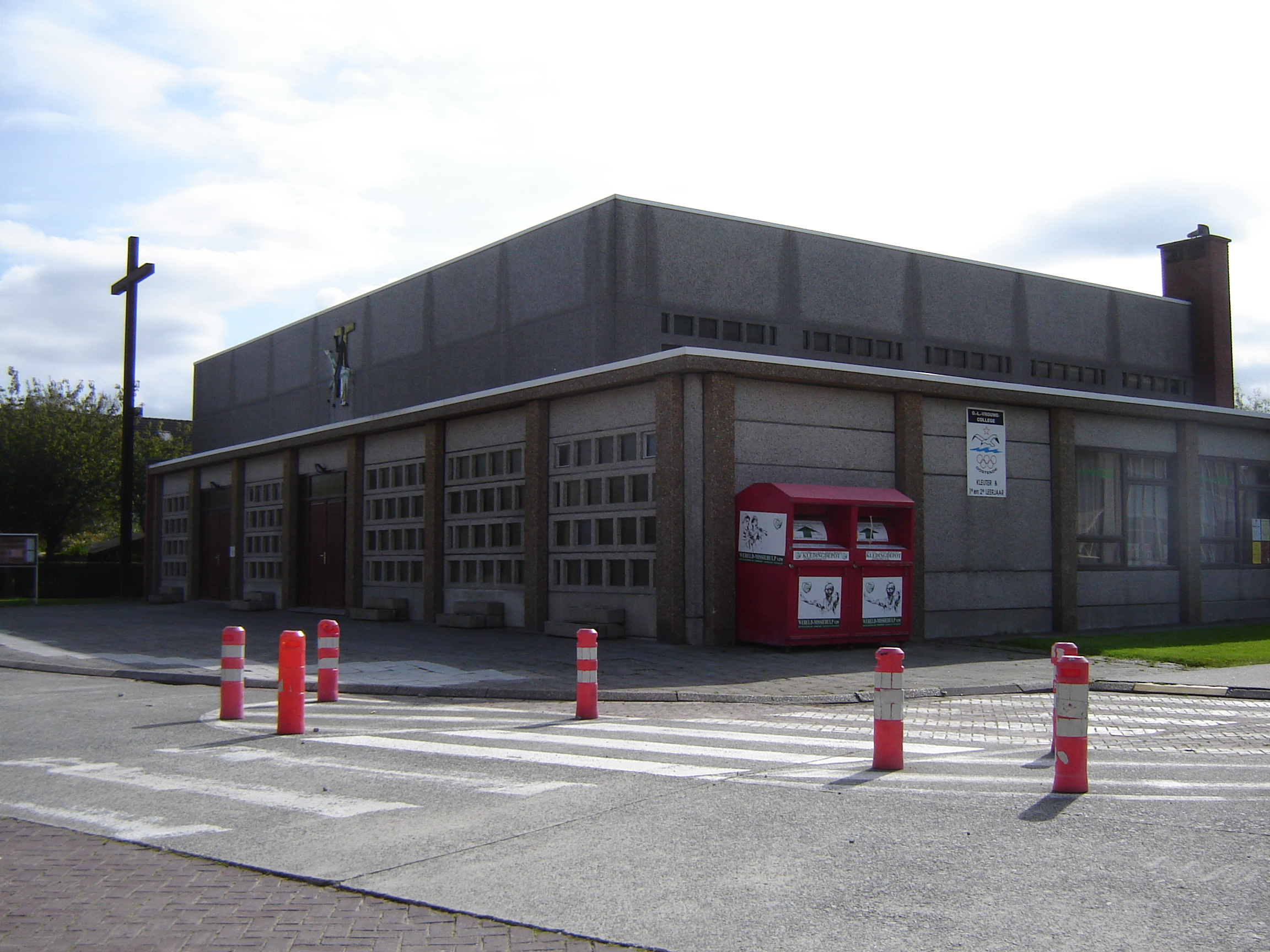
Sint-Franciscuskerk

De Sint-Franciscuskerk is een kerkgebouw in de tot de West-Vlaamse stad Oostende behorende plaats Mariakerke, gelegen aan de Assisiëlaan, in de Nieuwe Koerswijk.
Het betreft een modernistisch kerkgebouw, opgericht in 1967 naar ontwerp van Juan Meyers. Het doosvormige gebouw heeft een rechthoekige plattegrond, en werd gebouwd met betonnen snelbouwblokken. Op de gevel werd in keramiek een abstracte Sint-Franciscusfiguur uitgebeeld.
Het betreft een zaalkerk met rechte koorwand. Voor de kerk staat een metalen kruis, maar een toren is afwezig.